# سلیمات، قنا
سلیمات (به عربی: السليمات)، روستایی از توابع شهرستان ابو تشت در استان قنا و کشور مصر است.

## جمعیت
براساس سرشماری سال ۲۰۰۶ مصر، جمعیت آن ۱۶۶۳۵ نفر(۸۰۴۲ مرد و ۸۵۹۳ زن) بوده‌است.